# نبرد برونانبور
نبرد برونانبور (به انگلیسی: Battle of Brunanburh) نبردی در مکانی نامشخص در سال ۹۳۷ میلادی بین اتلسن، پادشاه انگلستان و اتحادیه اولاف گوتفریتسون، پادشاه دوبلین، کنستانتین دوم، پادشاه اسکاتلند و اوون یکم، پادشاه استراثکلاید بود که به پیروزی انگلیسی‌ها انجامید.

## پیش‌زمینه

تهاجم و لشکرکشی وایکینگ‌ها در انگلستان، ۸۶۵ تا ۸۷۸ میلادی

سپاه بزرگی از وایکینگ‌ها به رهبری ایوار بی‌استخوان سال ۸۶۵ میلادی از طریق کنت وارد جنوب شرقی انگلستان شد. این سپاه رو به شمال قدم در آنگلیای شرقی گذاشت. پادشاه انگلستان از در مصالحه برآمد و مقداری زیادی اسب به عنوان باج به مهاجمان داد. وایکینگ‌ها پس از گذراندن زمستان در ثتفورد، با عبور از مرسیا به سمت شمال، به پادشاهی نورثامبریا یورش بردند و ماه نوامبر سال ۸۶۶ میلادی بر ابوراکوم، پایتخت آن مسلط شدند.. تلاش نیروهای محلی برای بیرون کردن وایکینگ‌ها نتیجه‌بخش نبود و الا، پادشاه نورثامبریا در نبردی در ماه مارس سال ۸۶۷ میلادی کشته شد. وایکینگ‌ها قصد داشتند به مرسیا نیز حمله ببرند که با دریافت باج در نورثامبریا باقی ماندند. بهار ۸۶۹ میلادی مجدداً انگلیلای شرقی را مورد تهاجم قرار دادند و ماه نوامبر ادموند پادشاه آن را هم کشتند. سپس رو به شمال رفتند و دامبرتون، پایتخت پادشاهی استراثکلاید را نیز پس از چهار ماه محاصره در سال ۸۷۰ میلادی تسخیر کردند. در سال‌های بعد وایکینگ‌ها با تقسیم نیروهایشان اراضی بیشتری را به تصرف درآوردند. تا سال ۸۷۷ میلادی تنها پادشاهی وسکس به رهبری آلفرد بزرگ، با اراضی تقلیل‌یافته، در جنوب مستقل باقی مانده بود.
آلفرد با بسیج نیرو، به مصاف وایکینگ‌ها به رهبری گوتروم رفت و ماه مه سال ۸۷۸ میلادی آن‌ها را در نبرد اتاندون متحمل شکست و وادار به عقب‌نشینی کرد. دو طرف پیمان ودمور را بستند که بر مبنای آن وایکینگ‌ها وسکس را ترک می‌کردند و گوتروم به مسیحیت می‌گروید. در توافقات رسمی‌تر دیگر انگلستان بین پادشاهی وسکس و وایکینگ‌ها تقسیم شد. بدین ترتیب آلفرد حاکمیت وایکینگ‌ها بر اراضی شمالی انگلستان را که به دانلا شهرت یافت، به رسمیت شناخت. آلفرد سال ۸۸۶ خود را پادشاه آنگلوساکسون‌ها نامید.
آلفرد که می‌دانست پیمانی که با گروهی از وایکینگ‌ها بسته ممکن است توسط گروه دیگری از آن‌ها شکسته شود شروع به صورت دادن تمهداتی برای مقابله کرد. او با تغییر راهبرد دفاعی در برابر تاکتیک بزن‌دررو وایکینگ‌ها، مجموعه‌ای از مواضع مستحکم احداث نمود که برخلاف رسم معمول حاکمیت‌های غیرمتمرکز، ارتشی دائمی در آن استقرار داشت. این مواضع مستحکم در زبان محلی «بور» نامیده می‌شدند. راهبرد جدید آلفرد مؤثر افتاد و توانست چندین یورش وایکنگ‌ها تا چند ده ساله آینده را با موفقیت دفع کند. در همین حال اختلافات داخلی بر سر قدرت موجب ضعف توان نظامی وایکینگ‌ها شده بود؛ به وجهی که ائتلافی از حاکمان محلی در ایرلند توانست سران آن‌ها را سال ۹۰۲ میلادی از دوبلین بیرون کند.

## کتابشناسی
- Livingston, Michael (2021). Never Greater Slaughter: Brunanburh and the Birth of England. Oxford, UK: Osprey Publishing. ISBN 9781472849373.